# Federazione calcistica di São Tomé e Príncipe
La Federazione calcistica di São Tomé e Príncipe (por. Federação Santomense de Futebol, acronimo FSF) è l'ente che governa il calcio a São Tomé e Príncipe.
Fondata nel 1975, si affiliò alla FIFA nel 1986 e alla CAF nel 1976. Ha sede nella capitale São Tomé e controlla il campionato nazionale, la coppa nazionale e la Nazionale del paese.